# Vatican Observatory Research Group
Le Vatican Observatory Research Group (VORG ; en français : Groupe de Recherche de l'Observatoire du Vatican) est une institution scientifique unie avec l'Observatoire du Vatican.
Le siège du VORG se trouve dans l'Observatoire Steward de l'Université de l'Arizona à Tucson (Arizona) aux États-Unis

## Histoire
Le groupe fut créé en 1980 à l'initiative du directeur de l'Observatoire du Vatican d'alors George Coyne SJ.
L'instrument basique dédié aux observations astronomiques est un télescope moderne de nouvelle génération Vatican Advanced Technology Telescope (VATT). Au-delà des observations, le groupe conduit aussi des recherches théoriques et interdisciplinaires et dispose d'une riche collection de météorites.
Le Vatican Observatory Research Group fait partie de la fondation de l'observatoire du Vatican.

## Équipe
Voici quelques personnes du VORG et leurs domaines de recherches :
- José Gabriel Funes SJ, directeur de l'Observatoire du Vatican et VORG, conduit des recherches sur les galaxies.
- Guy J. Consolmagno SJ, porte-parole de l'Observatoire, conduit des recherches sur les météorites.
- Christopher J. Corbally SJ, vice-directeur du VORG et président du National Committee to International Astronomical Union, spécialiste dans la spectroscopie astronomique.
- Richard P. Boyle SJ, s'occupe de photométrie.
- William R. Stoeger SJ, cosmologue, est coordinateur des programmes interdisciplinaires Science-Théologie.
- Michał Heller, cosmologue et philosophe, Adjunct Scholar de l'Observatoire du Vatican.

### Sources
- S. Maffeo, The Vatican Observatory. In the Service of Nine Popes, Vatican Observatory Publications, 2001.
- The Vatican Observatory 2006 Annual Report, Vatican Observatory Publications.